# Dècada del 1520 aC
La dècada del 1520 aC comprèn el període que va des de l'1 de gener del 1529 aC fins al 31 de desembre del 1520 aC.

## Esdeveniments
- En aquesta dècada els egipcis estenen la seva influència fins a l'Eufrates. Enfronten als nòmades apiru i als beduins shasu
- 1525 aC Expedició al sud fins a la tercera cascada a causa de l'agitació local. La regió entre la primera i la segona cascades porta el nom de Uauat o Wawat i entre la segona i tercera s'anomena Kuix o Kush. Expedició a l'est contra Retenu (Canaan) i fins a Naharina (Mitanni)
- Vers 1525 aC Eagamil, rei del País de la Mar, fa una expedició contra Elam. Aprofitant la seva absència els cassites de Khana i Babilònia envaeixen la part sud de Sumèria i posen al tron a Wamburiash (fill del rei cassita Burnaburiash de Babilònia) amb el títol de rei de Shar Mat Tamtin (rei de Sumèria i del País de la Mar).
- Vers 1625 aC, Huzziyas I és assassinat pel seu cunyat Telepinus. En els anys següents recuperaran posicions, consolidant les terres centrals d'Anatòlia i encara expandint lleugerament els dominis; destruiran la ciutat d'Hassuwa (Haššuwa o Khassuwa) i derrotaran a Luhha (probablement Lukka, després Lícia). Va renunciar a Arzawa i les terres més enllà del Taure (Kizzuwatna/Cilícia i Síria) que ja s'havien perdut, i va fer un tractat de pau amb el regne de Kizzuwatna, governat per Isputuhsu (Išputahšu)
- Vers 1520 a, a Mitanni (Khanigalbat) Shuttarna I succeeix en el tron al seu pare Kirta

## Personatges destacats
- Burnaburiaix, rei cassita de Babilònia